# Syngastes serratus
Syngastes serratus är en kräftdjursart som beskrevs av Lang 1965. Syngastes serratus ingår i släktet Syngastes och familjen Tegastidae. Inga underarter finns listade i Catalogue of Life.